# Smukfest
Smukfest är en årlig musikfestival som hålls i augusti i Skanderborg, Danmark sedan 1980. Den organiseras av en non-profitorganisation. Antalet deltagare har ökat från 1 000 deltagare första året till 45 000 deltagare 2023.